# たったひとつの冴えたやりかた
『たったひとつの冴えたやりかた』（たったひとつのさえたやりかた、原題：The Only Neat Thing to Do）は、ジェイムズ・ティプトリー・Jr.の短編SF小説。早川書房より翻訳出版された本作を含む短編集の表題作でもある。

## 短編「たったひとつの冴えたやりかた」
1985年10月に『ファンタジイ・アンド・サイエンス・フィクション』に掲載されたのが初出となる。日本語翻訳版は、『S-Fマガジン』（早川書房）1987年1月号に浅倉久志訳が初掲載された。
短編集（後述）の訳者あとがきでは、本作に対する「この小説を読み終わる前にハンカチがほしくならなかったら、あなたは人間ではない」というある書評家の評が紹介されている。SF評論家の大野万紀は『S-Fマガジン』1997年12月号掲載の「ティプトリー、この3篇」において前述の書評家の評を紹介すると共に、本作のストーリーと作者であるジェイムズ・ティプトリー・Jr.の自殺（日本語訳掲載後の1987年5月19日に自殺。ジェイムズ・ティプトリー・Jr.#死参照）と関連づけたイメージを思い描いている。

### あらすじ
16歳の誕生日に両親から小型宇宙船をプレゼントされた少女コーティーは、こっそり宇宙船を改造し、両親にも内緒で旅立ってしまう。
連邦基地で行方不明になった人々がいる星系の噂を聞いたコーティーは好奇心から、その星系へと向かう。途中、その星系からのメッセージパイプを拾う。冷凍睡眠から目覚めたコーティーは違和感を覚えた。コーティーの脳にイーアという生命体が寄生してしまっていたのだ。個体名としてシロベーンを名乗ったイーアとコーティーは意気投合し、目的の星系へと向かう。
実は、イーアは胞子を飛ばして増える生物であり、寄生主の脳内での行動を年長のイーアから教えられて共存していく方法を学ぶのだが、共存方法を学んでないイーアは感情も行動も制御出来ずに宿主の脳を食い荒らすことになる。シロベーンは最低の教育は受けていたがまだ子供で、メッセージパイプにくっついて宇宙を彷徨っていたところをコーティーに拾われたのだった。
やがて、シロベーンは自分に繁殖期が訪れ、胞子を飛ばすことを自覚する。そして、シロベーン自身には新たに胞子から産まれる若いイーアを教育するだけの能力は育っていなかった。このまま連邦基地に帰ると、脳を食い荒らすイーアを巻き散らかすことになってしまう。
イーアの胞子が熱に弱い事を知ったコーティーは冷凍睡眠に入る前に宇宙船が恒星の至近距離を通過し衝突するようにコースをセットし、これまでの経緯を全てメッセージパイプに記録して、連邦基地に送った。
「これがたったひとつの冴えたやりかた。」

### 賞歴
- ローカス賞 ノヴェラ部門（1986年）
- 第19回星雲賞海外部門（短編）（1989年）
- S-Fマガジン創刊700号記念 2014オールタイム・ベストSF 海外短篇部門ベスト50 3位（2014年）
※オールタイム・ベストでは、他の年でも海外短編部門上位の常連となっている。1998年1位、2006年5位など。

## 短編集「たったひとつの冴えたやりかた」
アメリカ合衆国では1986年に『The Starry Rift』としてトーブックスより3編の短編集として発売されている。プロローグ部分に「デネブ大学の中央大図書館にて」(In the Great Central Library of Deneb University)として、若い（地球外知的生命体の）学生カップルが「銀河連邦草創期の人間（ヒューマン）の雰囲気を知りたい」というリクエストを図書館主任書司に投げかけ、書司が薦めた3編の記録（作中では実際に起きた出来事とされている）という体裁を取っている。
日本では1987年10月にハヤカワSF文庫より、収録作の名を採り『たったひとつの冴えたやりかた』として浅倉久志の翻訳で出版された。表紙と本文挿絵は川原由美子が担当した。後年の版では表紙画を片山若子が担当している。
2008年には、改訳新装版として「たったひとつの冴えたやりかた」単独作とした書籍が早川書房より発売されている。

### 収録作品
- 「デネブ大学の中央大図書館にて」 (In the Great Central Library of Deneb University) - 書き下ろし
- 「たったひとつの冴えたやりかた」 (The Only Neat Thing to Do) - 初出:ファンタジイ・アンド・サイエンス・フィクション1985年10月
- 「グッドナイト、スイートハーツ」 (Good Night, Sweethearts) - 初出:ファンタジイ・アンド・サイエンス・フィクション1986年3月
- 「衝突」 (Collision) - 初出:アシモフズ・サイエンス・フィクション1986年5月

### 書籍情報
- 1987年10月発売 ISBN 4150107394
- 改訳新装版 2008年8月発売 ISBN 978-4152089519 - 表題短編作品のみ収録